# Шарл дьо Гол
 Тази статия е за френския политик.  Вижте също: Шарл дьо Гол (пояснение).
Шарл-Андре-Жозеф-Мари дьо Гол (на български също Де Гол) (на френски: Charles-André-Joseph-Marie de Gaulle) е френски генерал и политик, президент на Франция в периода 1959 – 1969 г.

## Детство. Начало на кариерата
Шарл дьо Гол е роден на 22 ноември 1890 г. в град Лил (Франция) в аристократично семейство на католици. Баща му – Анри дьо Гол, е бил професор по философия и литература в йезуитско училище, което оказва силно влияние на Шарл. Още от ранно детство той много обича да чете и проявява огромен интерес към военното дело, затова не е изненада постъпването му в най-известната френска военна школа в Сен-Сир.
Учи в 33-ти пехотен полк при бъдещия маршал на Франция Петен. През 1912 г. завършва с отличие военния колеж.

## Първата световна война
От началото на Първата световна война на 12 август 1914 г. лейтенант Дьо Гол взема участие във военните действия, като е раняван три пъти. В битката при Вердюн получава последната си рана, изоставен е от ротата си, тъй като е смятан за мъртъв и посмъртно му е връчен Орденът на Почетния легион. Въпреки това Шарл остава жив и попада в плен на немците, където прави пет опита за бягство. Заедно с него в плен е и Михаил Тухачевски, бъдещ маршал на Червената армия. Докато е в плен, Дьо Гол чете немски автори, научава повече за Германия и в бъдеще това му помага във военното командване. Именно тогава той пише и първата си книга – „Смут в противниковия лагер“ (публикувана през 1916 г.).

## 1920-те години. Семейство
Дьо Гол е освободен чак след мира от 11 ноември 1918 г. От 1919 до 1921 г. е в Полша, където преподава военно дело, а през юли и август 1920 г. взима участие в полско-съветската война (1919 – 1921 г.) с чин майор, а войските на Руската съветска федеративна социалистическа република тогава, по ирония на съдбата, командва неговият съкилийник от Първата световна – Тухачевски. След като отказва предложението за постоянно място в полската войска, той се връща в родината, където на 6 април 1921 се жени за Ивон Вандру. На 28 декември следващата година се ражда синът му Филип, кръстен на неговия командир и до голяма степен кумир – маршал Филип Петен. Капитан Дьо Гол преподава в школата в Сен-Сир, а през 1922 е допуснат във Висшата военна академия. На 15 май 1924 се ражда по-голямата му дъщеря Елизабет, а през 1928 г. – по-малката (и негова любимка) Ан, която страда от синдром на Даун (след смъртта ѝ през 1948 г. Дьо Гол става попечител на Фонд за деца със синдром на Даун).

## Военен теоретик
През 30-те години подполковник (по-късно полковник) дьо Гол става широко известен като автор на военнотеоретични трудове, като: „За професионалната армия“, „На острието на шпагата“, „Франция и нейната армия“. В книгите си Дьо Гол предвижда огромното значение на танковите войски в предстоящата война, но неговите предложения не са приети от военното командване на Франция, което се оказва фатална грешка.

## Втората световна война. Лидер на Съпротивата

### Първите декларации
В началото на Втората световна война Дьо Гол е със звание полковник. На 14 май 1940 г. му поверяват командването на новия 4-ти полк (5000 войници и 85 танка). От 1 юни той е временно изпълняващ длъжността бригаден генерал. На 6 юни премиерът Пол Рейно назначава Дьо Гол за заместник-министър на външните работи. В тази си длъжност той не приема условията на мира, а на 15 юни, след идването на власт на маршал Петен, емигрира във Великобритания. Именно тогава се разделят пътищата на двамата. В „Мемоари на надеждата“ той пише: „18 юни 1940 г., в отговор на призива на родината, лишен от всякаква помощ за спасяването на душата и честта си, Дьо Гол, сам, неизвестен, е трябвало да поеме отговорността за Франция“. На този ден BBC предава радиоизявлението на Дьо Гол, в което призовава за създаване на Съпротивата. Скоро след това се разпространяват листовки, в които генералът се обръща „Към всички французи“(A tous les Français) с призива:
| „ | Франция загуби битката, но не и войната! Нищо не е загубено, защото това е световна война. Ще настъпи ден когато Франция ще си възвърне свободата и величието… Затова се обръщам към всички французи да се обединят около мен в името на действията, саможертвата и надеждата. | “ |

Генералът обвинява правителството на Петен в предателство и заявява, че „с ясно съзнание за дълг ще застане начело на Франция“. Така Дьо Гол застава начело на „Свободна“ (а по-късно – „Сражаваща се“) Франция – организация, чиято цел е да оказва съпротива на окупаторите, както и на колаборационисткия режим във Виши. Емблема на тази организация става древният символ на мощта на Франция – лотарингският кръст. Единственият, който признава Дьо Гол като лидер на французите и по този начин му помага, е Уинстън Чърчил. След 22 юни 1940 г. Дьо Гол установява тясна връзка със СССР, което предизвиква недоволството на Рузвелт, подсилено още повече от липсата на поддръжка от страна на генерала след десанта в Мароко и Алжир на 7 ноември 1942 г.

### Конфликт със съюзниците
Противоречието между патриотическите идеали на Дьо Гол и безразличието на Франклин Рузвелт при избора на съюзници („подхождат ми всички, които могат да ми помогнат да разреша проблемите си“, както сам открито заявява) става едно от най-съществените препятствия за провеждането на координирани действия в Северна Африка. След като вишисткия командващ на Алжир адмирал Дарлан става жертва на терористичен акт, ръководството на съюзниците назначава за „граждански и военен главнокомандващ“ генерала от армията Анри Жиро. През януари 1943 г. на конференцията в Казабланка Дьо Гол разбира за плана на съюзниците: да го сменят като лидер на „Сражаваща се Франция“ с безличния и послушен Жиро. В перспектива това би довело до хегемония на САЩ над Франция в послевоенния период. В Казабланка Дьо Гол проявява неочаквана непримиримост към този план – той настоява за непоколебимо съблюдаване на националните интереси на страната. Това води до разделянето на „Сражаваща се Франция“ на две части: националистическа, начело с Дьо Гол и проамериканска, изградена около Анри Жиро.
На 27 май 1943 на учредително конспиративно заседание в Париж се събира Националният съвет на Съпротивата, който (под егидата на Дьо Гол) приема множество пълномощия по организацията на вътрешната борба в окупираната страна. Позицията на Дьо Гол става все по-стабилна и Жиро е принуден да направи компромис: почти синхронно с откриването на НСС той кани генерала в управляващите структури в Алжир. Дьо Гол изисква моменталното подчинение на Жиро (командващия войските) на гражданската власт. Ситуацията се нажежава. Накрая, на 3 юни 1943 г., се създава френският комитет за национално освобождение, начело на който, като равни, застават Дьо Гол и Жиро. Обаче мнозинство в него получават голистите, а някои от привържениците на съперника му (в т. ч. Кув дьо Мюрвил – бъдещ премиер на Петата република) преминават на страната на Дьо Гол. През ноември 1943 г. Жиро е изгонен от комитета. Историята с Жиро е именно този момент, когато военачалникът дьо Гол става политик. За първи път той си поставя въпрос, свързан с политическа борба: „Или аз, или той“. На 4 юни 1944 г. Дьо Гол е извикан от Уинстън Чърчил в Лондон. Британският премиер го осведомява за предстоящия десант на съюзническите войски в Нормандия и, заедно с това, за пълната подкрепа за решението на Рузвелт за тотално налагане на волята на САЩ. За Дьо Гол става ясно, че вече никой не се нуждае от услугите му. В проекта на обръщението, написано от генерал Дуайт Айзенхауер, френският народ е трябвало безпрекословно да се подчинява на командването на съюзниците до избора на законни органи на властта, за какъвто очевидно не бил смятан комитетът на Дьо Гол. Единствено острият протест на Дьо Гол принуждава Чърчил да му даде право на отделно изявление по радиото, в което генералът обявява правителството си за легитимно и се обявява против американските планове.

### Освобождението на Франция
На 6 юни 1944 г. съюзническите войски осъществяват успешен десант в Нормандия, с което откриват втория фронт в Европа. След като прекарва известно време на освободената територия, Дьо Гол заминава за Вашингтон за среща с президента Рузвелт, като целта му продължава да е възвръщането на самостоятелността и величието на Франция (ключов израз в политическия речник на генерала). „Докато слушах американския президент, окончателно се убедих, че в деловите отношения между двете страни логиката и чувствата означават много малко в сравнение с реалната сила, че тук се цени този, който може да граби и да запази заграбеното; и че ако Франция иска да си възвърне предишното място в света, то тя трябва да разчита само на себе си“, пише Дьо Гол. След като бойците от съпротивата, начело с полковник Рол-Танги освобождават пътя към Париж за танковите войски на генерал Льоклерк (един от най-приближените на Дьо Гол), Дьо Гол влиза тържествено в освободената столица. Много части от „Военните мемоари“ на генерала са посветени на грандиозното шествие през едни от най-свещените за французите места: „С всяка стъпка по едни от най-прославените места на света ми се струва, че отминалата слава се добавя към славата на днешния ден“. Самият Дьо Гол не се е смятал за политик само на своето време, не се е поставял под общ знаменател с такива фигури като Чърчил или Рузвелт, а е съзнавал своята мисия по-скоро в контекста на многовековната френска история.

## Следвоенното правителство
От август 1944 г. Дьо Гол е министър-председател на Франция (Временното правителство). Това свое управление той счита за „спасение“. „Да спасява“ Франция му се налага от плановете на англо-американския блок: частична ремилитаризация на Германия и изключване на Франция от Великите сили. И в Думбартон-Окс, на конференцията на Великите държави по създаването на ООН, и на Ялтенската конференция през януари 1945 г. няма представители на Франция. Дьо Гол заминава за Москва с цел подписването на договор със СССР пред лицето на англо-американската опасност. Генералът за първи път посещава Москва от 2 до 10 декември 1944 г. В последния ден на тази визита в Кремъл Йосиф Сталин и Дьо Гол подписват договор за „съюз и военна помощ“, като основното значение на този акт е възвръщането на Франция към Великите сили и причисляването ѝ към страните-победителки. Френският генерал Делатр дьо Тасини, заедно с пълководците на другите страни, приема в Карлсхорст през нощта на 8 срещу 9 май 1945 г. капитулацията на германските въоръжени сили. За Франция са предвидени окупационни зони в Германия и Австрия.
Но за сметка на стабилното външнополитическо състояние, самата страна е в тежка икономическа и социална криза – запазва се ниският стандарт на живот, увеличава се броят на безработните. Даже не се определя с точност политическото устройство на страната. Изборите за Учредително събрание не дават мнозинство на нито една партия и се сформира трипартийна коалиция (относително мнозинство получават комунистите, Морис Торез става вицепремиер), проектът на Конституцията е отлаган неведнъж. След един от поредните сблъсъци по повод разширението на военния бюджет, на 20 януари 1946 г. Дьо Гол напуска поста си и се оттегля в провинциалното семейно имение Коломбе ле Дьоз Еглиз (Colombey-les-Deux-Eglises). Той сравнява сегашното си положение с изгнанието на Наполеон, но за разлика от своя кумир, той следи отблизо политическите действия в страната и запазва надеждата да се завърне.

## В опозиция
По-нататъшната политическа кариера на генерала е свързана със „Съюза на френския народ“ (Rassemblement du Peuple Francais, RPF), с чиято помощ Дьо Гол смята да се върне на власт по парламентарен път. RPF организира шумна агитационна кампания. Лозунгите продължават да са същите: национализъм (борба с влиянието на САЩ), спазване на традициите на Съпротивата (емблема на RPF става отново Лотарингският кръст), борба срещу голямата комунистическа фракция в Националното събрание. Успехът сякаш съпътства Дьо Гол. През есента на 1947 г. RPF печели местните избори, а през 1951 г. взима 118 места в Националното събрание. Но има още много време до така мечтаната от генерала победа. RPF не взима пълно мнозинство на тези избори, за сметка на все по-стабилните позиции на комунистите. Известният английски аналитик Алекзандър Верт пише: „Той не е бил роден за демагог. Тогава, през 1947 г., се създава впечатлението, че той е решил да бъде такъв, като използва всички позволени трикове и уловки. Това е било неприемливо за хората, уважаващи в миналото Дьо Гол за неговото сурово достойнство“. Действително, генералът обявява война на Четвъртата република, като постоянно отбелязва, че като освободител на страната той трябва да я управлява, разпространява навсякъде оскърбителни антикомунистически лозунги и т.н. Към него се прилепят множество кариеристи, както и отхвърлени от режима на Виши хора – всичко това логично води до разпада на партията на 6 май 1953 г. След това той прекарва пет години в уединение в своето имение и се отдава на работа над своите знаменити „Военни мемоари“ – един от най-ярките символи на Втората световна война, в три тома („Призив“, „Единство“ и „Спасение“). Генералът не просто излага на показ историческите събития, но и се опитва да намери отговор на въпроса: как става така, че от никому известен бригаден генерал той се превръща в национален лидер? Единствено дълбокото убеждение, че „нашата страна пред лицето на другите страни трябва да се стреми към велики цели и да не се прекланя пред никого, защото в противен случай може да се окаже в смъртна опасност“.

## Връщане на власт
1957 – 1958 са години на дълбока политическа криза в IV Република. Война в Алжир (която се пренася и на територията на съседен Тунис), безуспешни опити да се състави правителство и икономическа криза. Активизират се т.нар. „ултра“ – полуфашистки групировки, които оказват силно влияние на алжирското военно ръководство. На 10 май 1958 г. четирима алжирски генерали се обръщат към президента Рене Коти с ултиматум да не се отказва от Алжир. На 13 май въоръжените формировки „ултра“ завладяват сградата на колониалната администрация в гр. Алжир. Генералите телеграфират в Париж с искането към Шарл дьо Гол да „наруши мълчанието си“ и да се обърне към цялата страна с цел да се създаде „правителство на общественото доверие“.
На 15 май 1958 г. информационните агенции разпространяват призива на Дьо Гол:
| „ | …Ето вече 12 години Франция се опитва да разреши проблеми, непосилни за партийния режим, и върви към катастрофа. Преди време, в труден момент, страната ми се довери, за да я поведа към спасението. Днес, когато ѝ предстоят нови изпитания, нека знае, че съм готов да приема всички пълномощия на Републиката. | “ |

Ако това изявление беше прозвучало преди година, в разгара на икономическата криза, то би се приело като подстрекателство към държавен преврат. Сега, пред реалната заплаха от преврат, на Дьо Гол се надяват и центристите на Пфлимлен, и умерените социалисти на Ги Моле, и – преди всичко – алжирските бунтовници. Везните се накланят в полза на Дьо Гол, след като бунтовниците за броени часове завладяват остров Корсика. Генерал Дьо Гол твърдо апелира към метежниците да изпълняват заповедите на своето командване. На 27 май „призрачното правителство“ на Пиер Пфлимлен подава оставка. Президентът Рене Коти, в обръщение към Националното събрание, предлага Дьо Гол за министър-председател, както и за предоставянето на генерала на извънредни пълномощия, включително за промяна в Конституцията. На 1 юни с огромно мнозинство от 329 гласа Дьо Гол е утвърден за министър-председател. Яростни противници срещу идването му на власт са радикалите на Мендес-Франс, левите социалисти (в това число бъдещият президент Франсоа Митеран) и комунистите, начело с Торез и Дюкло. Всички те настояват за безусловно спазване на демократичните основи на държавата, които Дьо Гол смятал да промени в близко време.

## Конституционна реформа. Петата република
Само след два месеца – през август, на бюрото на премиера вече е проектът за нова Конституция, която действа във Франция и днес. Пълномощията на парламента значително са ограничени, като е запазена принципната отговорност на правителството пред Националното събрание (то може да гласува вот на недоверие на правителството, но президентът, който назначава премиера, не е длъжен да внесе неговата кандидатура за утвърждаване от парламента). Президентът, съгласно чл. 16, в случаите, когато „независимостта на Републиката, нейната териториална цялост или изпълнението на международните ѝ задължения са под пряка и сериозна заплаха, а нормалното функциониране на държавните институции е в колапс“ (като какво се разбира под тази фраза, никой не уточнява), може временно да вземе в свои ръце абсолютно неограничена власт. Коренно се променя и принципът за избор на президента. Държавният глава изразява вече не волята на парламента, а на целия народ. Отначало се предвижда президентът да бъде избиран от разширена колегия на избирателите, а в перспектива – от целия народ.
На 28 септември 1958 г. приключва дванадесетгодишната история на IV Република. Френският народ категорично подкрепя Конституцията с повече от 79% от гласовете. Това е пряк вот на доверие за генерала. Ако до този момент всички негови претенции, започвайки от 1940 г. като „Глава на свободните французи“, произхождат от неговото субективно „призвание“ или просто от тщеславието му, то резултатите от референдума са красноречиви: да, френският народ призна Дьо Гол за свой лидер и му възлага цялата отговорност за излизането от кризата.
На 21 декември 1958 г., след по-малко от три месеца, 76 000 избрани представители от всички населени места на Франция избират президента. 75,5% от тях дават своя глас за министър-председателя и на 8 януари 1959 г. е официалната инаугурация на първия президент на Петата република – генерал Дьо Гол.

## Начело на държавата

### Деколонизация – от френската империя към франкофонското съдружие на нациите
На първо място Дьо Гол поставя проблема с деколонизацията. Наистина, на вълната на алжирската криза той идва на власт и като национален лидер той ясно съзнава, че е длъжен да изведе народа и страната си от нея. В опитите си да реши тази колосална задача, президентът среща страхотната съпротива не само на алжирските военни, но и на цялата десница в правителството. На 16 септември 1959 г. държавният глава предлага три варианта за решаване на алжирския въпрос: скъсване с Франция, „интеграция“ с Франция (пълно равенство на Алжир с метрополията) и „асоциициране“ (алжирско правителство, базирано на помощта на Франция, което има тесни икономическо-външнополитически връзки с метрополията). Генералът явно предпочита последния вариант, който среща подкрепата на Националното събрание. Но това консолидира ултрадесните, подкрепени от несменените френски военни власти в Алжир.
На 8 септември 1961 г. е извършен атентат срещу Дьо Гол – първият от петнадесет, които са дело на дясната „Организация на Секретната армия“ (Organisation de l’Armée Secrète) – съкратено OAS (ОАС). Историята на атентата е в основата на световноизвестната книга на Ф. Форсайт „Денят на Чакала“. Алжирската война завършва с подписването на двустранните споразумения в Евиан (18 март 1962 г.), довели до създаване на независимата алжирска държава. Потресаваща е декларацията на Дьо Гол: „Епохата на независимите континенти идва на смяна на епохата на колониализма“. И наистина Дьо Гол е основоположник на новата постколониална политика на Франция: политика на културни връзки между франкофонските (т.е. френскоговорещите) държави и територии. Алжир не е единствената страна, напуснала „Френската империя“, за която Дьо Гол се бори още в 40-те години. Само през 1960 г. („Годината на Африка“) стават независими повече от двадесет африкански държави. Виетнам и Камбоджа също стават независими. В тези държави остават хиляди французи, които не скъсват своите връзки с метрополията. Наивно е да се мисли, че те не са служили на целта на Дьо Гол – велика Франция, като алтернатива на двуполюсния модел САЩ – СССР.
През 1959 г. новоизбраният президент поставя под френско командване ПВО, ракетните войски, както и войските, изтеглени от Алжир. Еднолично взетото решение не може да не предизвика конфликт с Айзенхауер, а по-късно и с Кенеди. Дьо Гол неведнъж отстоява правото на Франция да прави всичко „като господарка на своята политика и по собствен начин“. Първият опит с атомно оръжие, извършен през февруари 1960 г. в пустинята Сахара, дава началото на цяла поредица френски ядрени опити, прекратени при управлението на Франсоа Митеран и за кратко възобновени при Жак Ширак. Дьо Гол нееднократно лично посещава атомните обекти, като отделя огромно внимание както на мирното, така и военното развитие на най-новите технологии.
1965 г. – годината на преизбирането на Дьо Гол за втори президентски мандат – е година на два мощни удара по политиката на Северноатлантическия съюз. На 4 февруари генералът обявява, че отказва да използва долара в международните сделки като единна парична единица. На 9 септември президентът съобщава, че Франция не се смята за обвързана със Северно-Атлантическия блок. На 21 февруари 1966 г. идва развръзката на седемгодишната борба на Дьо Гол с чуждото военно присъствие във Франция. Републиката излиза от военната организация на НАТО. В официална нота правителството на Помпиду обявява евакуацията на 29 бази с 33 хиляди души личен състав от територията на страната, както и преместването на централата на НАТО от Париж в Брюксел.
От този момент официалната френска позиция в международната политика става крайно антиамериканска. Генералът осъжда действията на Израел в Седемдневната война през 1967 г., а после и Виетнамската война.
Голям скандал се разразява през 1967 г. по време на визитата на Дьо Гол в Квебек (франкофонската провинция на Канада) за Експо 67. Президентът на Франция, в края на речта си, пред огромна публика възкликва: „Да живее Квебек!“, а после добавя знаменитите думи: „Да живее свободният Квебек!“ (фр. Vive le Québec libre!). Дьо Гол и официалните му съветници впоследствие предлагат множество версии, които да парират обвиненията в сепаратизъм, сред които това, че се е имала предвид свободата на Квебек и цяла Канада от чуждестранните военни блокове (т.е. отново НАТО). Така или иначе, този инцидент много дълго е бил в основата на исканията за независимост на Квебек.

### Франция и Европа. Особените отношения с ФРГ и СССР
В началото на своето управление, на 23 ноември 1959 г. Дьо Гол изнася знаменитата си реч за „Европа от Атлантика до Урал“. В създаващия се политически съюз на европейските страни (който тогава бил единствено икономическа организация) президентът виждал алтернатива на „англосаксонския“ НАТО (в неговото разбиране за Европа не влиза Великобритания). В своята дейност по създаването на Обединена Европа той е готов на множество компромиси, които определят външната политика на Франция и до наши дни.
Първият компромис на Дьо Гол се отнася до създадената през 1949 г. Федерална република Германия. Тя бързо възстановява своя икономически и военен потенциал, като силно се нуждае от политическо признание, постигнато с договора със СССР. Дьо Гол обещава на канцлера Аденауер да се застъпи против английския план за „европейска зона за свободна търговия“, в замяна на посредничество в отношенията със СССР. Визитата на Дьо Гол във ФРГ шокира целия свят – човек, воювал в две войни срещу Германия, е първият, който ѝ подава приятелска ръка; но всичко това е само първата стъпка към създаването на Европейския съюз.
Вторият компромис е свързан с това, че в борбата срещу НАТО генералът се нуждае от подкрепата на СССР – страната, която за него е не просто „комунистическа тоталитарна империя“, а по-скоро „вечната Русия“. Личната неприязън на Дьо Гол към комунизма минава на заден план заради националните интереси на страната. През 1964 г. двете страни сключват търговски договор, по-късно – договор за научно-техническо сътрудничество. През 1966 г. по покана на председателя на Президиума на ВС на СССР Николай Подгорни Дьо Гол е на уникална по продължителността си официална единадесетдневна визита в Съветския съюз. Президентът посещава, освен столицата, Ленинград, Киев, Волгоград и Новосибирск, където е в току-що създадения Сибирски научен център. Политическите успехи на посещението включват договори за разширение на политическите, икономическите и културните връзки. И двете страни осъждат американската намеса във вътрешните работи на Виетнам, създават особена политическа френско-руска комисия. Даже е подписано съглашение за създаване на директна връзка между Кремъл и Елисейския дворец.

## Криза в администрацията на Дьо Гол. 1968 г.
През 1965 г. приключва седемгодишният президентски мандат на Дьо Гол. Според Конституцията на V Република, новите избори трябвало да се проведат сред разширена колегия. Но президентът настоява за всенароден избор на държавен глава. Това са вторите преки избори за френски президент: първите са през 1848 г., и на тях побеждава Луи Наполеон Бонапарт, бъдещият Наполеон III. Победа на първи тур, на която така разчита генералът, няма. На второ място, със значителен брой гласове, е социалистът Франсоа Митеран. Въпреки че на втория тур Дьо Гол удържа победа, тези избори са тревожен сигнал.
Непопулярен е наложеният държавен монопол върху телевизията и радиото (свободни са само печатните медии). Съществена причина за загубата на доверие към Дьо Гол става неговата социално-икономическа и аграрна политика, както и рязкото спадане на качеството на живота. Накрая, все по-голямо раздразнение предизвиква самата личност на Дьо Гол – за някои, най-вече за младите, той е неадекватно авторитарен и несъвременен политик. За падането на Дьо Гол пряка причина стават Майските събития във Франция от 1968 г.
На 2 май 1968 г. в Латинския квартал – парижки район, където са концентрирани много институти, факултети и студентски общежития към университета Сорбона – избухва студентска стачка. Повод е искането на студентите да се открие факултет по социология в парижкото предградие Нантер, който е закрит заради подобни стачки, провокирани от старинните, „механически“ методи на образование. Започват да се подпалват коли. Около Сорбоната са издигнати барикади. Веднага са изпратени полицейски отряди, в борба с които са ранени стотици студенти. Към изискванията на бунтовниците се прибавя и освобождаване на арестуваните им колеги и изтегляне на полицията от квартала. Правителството не удовлетворява тези искания. Профсъюзите обявяват денонощна стачка. Позицията на Дьо Гол е, че с бунтовниците не може да се водят преговори. Министър-председателят Жорж Помпиду предлага да се отвори Сорбоната и да се приемат исканията на студентите, но вече е късно.
На 13 май профсъюзите излизат на грандиозна демонстрация по целия Париж. Минали са 10 години от идването на Дьо Гол на власт след алжирската криза. Сега над хилядите манифестанти са издигнати лозунги: „Дьо Гол – в архива!“, „Сбогом, Дьо Гол!“. Стачката не просто не свършва, но и прераства в безсрочна. 10 милиона души не работят в цяла Франция. Икономиката е парализирана. Вече всички са забравили за студентите – работниците искат 40-часова работна седмица и повишаване на минималната заплата до 1000 франка. На 24 май президентът прави изявление по телевизията, в което говори за нуждата от „обновление“, но не предлага нищо конкретно.
На 30 май в Елисейския дворец Дьо Гол чете поредното радиоизявление, в което казва, че няма да напусне поста си, разпуска Сената и Камарата на депутатите и насрочва предсрочни избори. За последен път в живота си Дьо Гол има шанс с твърда ръка да сложи край на бунта. Изборите се приемат и като косвен вот на доверие към генерала. На 23 – 30 юни голистите взимат 73,8% от местата в Камарата на депутатите. С това става ясно, че народът не иска смяна на властта, а смяна на президента.

## Подаване на оставка и смърт
Съдбата на генерала е предрешена. Като последен опит да се задържи на власт се счита замяната на Жорж Помпиду с Кув дьо Мюрвил и планът за реорганизацията на Сената – горната камара на парламента – в икономически и социален орган, защитаващ интересите на предприемачите и профсъюзите. През февруари 1969 г. генералът предлага тази реформа на референдум и обявява, че ако тя не бъде приета, ще си подаде оставката. В навечерието на референдума Дьо Гол се оттегля в Коломбе и очаква резултатите, спрямо които няма никакви илюзии. След като в 10 часа вечерта на 27 април 1969 г. поражението е очевидно, след полунощ на 28 април президентът по телефона предава на Кув дьо Мюрвил следния документ: „Аз преставам да изпълнявам задълженията на президент на Републиката. Това решение влиза в сила от днес в 12 часа.“
На 9 ноември 1970 г. в 7 часа вечерта Шарл дьо Гол умира в Коломбе ле Дьоз Еглиз. На погребението на 12 ноември, съгласно завещанието на генерала, присъстват само най-близките роднини и приятели от Съпротивата.

## Наследство
След оставката и смъртта на Дьо Гол неговата временна непопулярност остава в миналото и той се превръща във величава историческа личност, национален лидер, който в историята на Франция е съизмерим само с Наполеон I.
Партията на Дьо Гол претърпява няколко преобразувания и преименувания, днес (след парламентарните избори през 2017 г.) е втората по големина партия в Националното събрание и се нарича „Републиканците“.
При съобщението за смъртта на Дьо Гол по телевизията, неговият приемник Помпиду казва: „Генерал Дьо Гол умря, Франция осиротя.“ В негова чест са наречени парижкото летище (фр. Roissy-Charles-de-Gaulle, Международно летище „Шарл дьо Гол“), парижкият площад Етоал (на Звездата) и още много паметни места. Паметник на Дьо Гол е издигнат и на Елисейските полета в Париж.